# Hexafluoroarséniate d'argent
L'hexafluoroarséniate d'argent est un composé inorganique, le sel d'argent de l'acide hexafluoroarsénique (HAsF6). 

## Propriétés
Il se présente sous la forme d'une poudre de couleur havane, sensible à la lumière.
L'hexafluoroarséniate d'argent est toxique par ingestion ou inhalation. Il réagit violemment avec les oxydants forts. En cas de combustion, il se forme du fluorure d'hydrogène, des oxydes d'argent, et des oxydes d'arsenic.